# Paraenhydrocyon
Paraenhydrocyon — вимерлий рід підродини Hesperocyoninae ранніх псових, які населяли Північну Америку протягом раннього міоцену, 24.8–20.4 Ma.
Зубний ряд говорить про те, що ця тварина була гіперм'ясоїдною чи мезом'ясоїдною.